# Comuna Sućuraj, Split-Dalmația
Sućuraj este o comună în cantonul Split-Dalmația, Croația, având o populație de 463 de locuitori (2011).

## Demografie
Componența etnică a comunei Sućuraj
     Croați (96,11%)
     Sârbi (1,3%)
     Necunoscut (0%)
     Neclasificat (1,08%)
Componența confesională a comunei Sućuraj
     Catolici (86,39%)
     Fără religie și atei (6,91%)
     Ortodocși (1,94%)
     Agnostici și sceptici (1,08%)
     Necunoscută (2,16%)
     Alte religii (1,51%)
Conform recensământului din 2011, comuna Sućuraj avea 463 de locuitori. Din punct de vedere etnic, majoritatea locuitorilor (96,11%) erau croați, existând și minorități de afiliați regional (1,3%) și sârbi (1,3%). Din punct de vedere confesional, majoritatea locuitorilor (86,39%) erau catolici, existând și minorități de persoane fără religie și atei (6,91%), ortodocși (1,94%) și agnostici și sceptici (1,08%). Pentru 2,16% din locuitori nu este cunoscută apartenența confesională.